# Мадха

Мухафазы Мусандам (на севере) и Мадха

Мадха (араб. مدحاء‎) — эксклав Омана, полностью окружённый территорией ОАЭ. Расположен между полуостровом Мусандам (также оманский полуэксклав) и основной территорией государства. 
Находится на дороге из Эль-Фуджайры в Хор-Факкан. 
Площадь эксклава составляет около 75 км². Население по данным переписи 2003 года составляет 2260 человек.
Внутри территории Мадха в свою очередь находится эксклав ОАЭ, называемый Нахва.

## История
На территории анклава найдены могилы 2-го тысячелетия, а также монеты времен Александра Македонского. Мадха является селом в историческом регионе Шамайлия, который на протяжении XVIII-XIX веков был ареной борьбы между шейхами Шарджи, Рас-эль-Хаймы и правителями Омана и Маската.
В 1901 году в Махде было около 100 домов, а население принадлежало к клану бани-саад. В 1902 году шейх шихухов Заид Синан из Диббы построил оборонительную башню в Махде. Шейх Шарджи рассматривал это как враждебное действие в поддержку шейха Фуджайры.
В 1941 году из-за конфликта с шихухами население Мадхи решило перейти из подчинения виллаету Диббу к виллаету Шинас. Для этого они обратились к правительству Шарджи за защитой. В 1942 году конфликт был улажен, а Шарджа подтвердила принадлежность Махды к Маскату.
Однако в 1951 году жители Мадхи перешли в Шарджу. Из Маската были направлены войска и начались столкновения, которые в 1955-1956 годах привели к вооружённому конфликту.
В 1969 году накануне провозглашения независимости Объединенных Арабских Эмиратов британские власти, представители эмиратов и Договорного Омана проводили опрос местных общин к какому из государств они хотели бы присоединиться. Община села Мадха, а также соседних сел Аль-Гуна и Харат-Бани-Хумаид решили поддержать историческую традицию и вместо того, чтобы присоединиться к одному из эмиратов создаваемых ОАЭ, жители проголосовали о присоединении к уже независимому в то время Оману. Поскольку это был единственный прецедент, совет шейхов решил утвердить решение крестьян и не идти на конфликт.